# Syngrapha vnotata
Syngrapha vnotata är en fjärilsart som beskrevs av Embrik Strand 1917. Syngrapha vnotata ingår i släktet Syngrapha och familjen nattflyn. Inga underarter finns listade i Catalogue of Life.